# بوریسوفکا (شهرستان استرلیباشفسکی، باشقیرستان)
بوریسوفکا (انگلیسی: Borisovka, Sterlibashevsky District, Republic of Bashkortostan) یک شهرک در شهرستان استرلیباشفسکی استان باشقیرستان کشور روسیه است.